# Merchandising
A merchandising eladáshelyi szolgáltatás, Magyarországon polcszerviz elnevezéssel is ismert, de ez a kifejezés nem teljesen fedi le a szó teljes jelentését. A tevékenység áll a polckép merch sztenderdjének megvalósításából, megtartásából, a termék kihelyezéséből (a polcban, és a másodlagos kihelyezéseken). A merchandising sztenderd részletes leírás arról, hogy az áru milyen környezetben kerüljön közvetlen kapcsolatba a vásárlóval, például leírja az áruk sorrendjét, az arcok számát (a termék arca a termék eleje amit a vevő felismerhet). A termékarc szám az egy sorban egymás mellett levő portékát jelenti. Alapvető leírásokat is tartalmazhat (például a vevő sohasem láthatja az EAN kódokat amikor az árucikk még a polcon van.) 
A cél, hogy a vásárlók számára elérhető és kívánatos legyen az áru, ott és akkor, amikor a vásárló meg akarja vásárolni, vagy lehetősége van azt megvásárolni.
A FMCG termékeket előállító vállalatok szívesen alkalmazzák ezt a tevékenységet, a boltokban a szemük és kezük a merchandiser, polcszervizes. Rajta keresztül információkat szerezhetnek a konkurencia tevékenységéről a saját adataikon felül. Közvetlen kontrollt is képesek így gyakorolni a birtokolt polcfelületeken, vagy a saját eszközökön (display, hütő). Szavatossággal rendelkező termékeknél pedig ezt tudja figyelni az alkalmazott (friss szavatosságú termékek hátul, elöl a hamarabb lejáró termékek). 
Összefoglalva minden olyan tevékenység ide tartozik amivel közvetett hatást kívánunk a vásárlóra gyakorolni.

## A merchandising mint arculatátvitel
A merchandising másik értelmezése szerint  arculatátvitelt jelent. Így nevezik a termékek összekapcsolását eseményekkel (sportrendezvény, film stb.), itt ezen események kiegészítő termékei, illetve a termékek elhelyezését ezekben a produkciókban. Ezek az események legyártják a maguk termékeit, pl. a szereplőkből játékfigurák készülnek, a számítógépes játék készül a filmből, a sportesemény kabalája plüssfiguraként megvásárolható, a csapatmezeket meg lehet venni. A figyelemfelkeltéssel az eladások növekedését várják.

### Néhány felhasznált arculati elem
Felhasználások fajtái:
- ismert rajzfilmek szereplői,
- ismert személyek nevei,
- képzeletbeli személyek nevei, ábrázolásuk,
- történelmi személyek nevei,
- események elnevezése,
- könyv, musical, film, filmsorozatok emblémái, szereplői,
- sportegyesületek nevei, emblémái,
- zenekarok, előadóművészek nevei,
- települések nevei;
- egyetemek elnevezései, emblémái,
- márkák arculatátvitele.

### Az átvitel alkalmazása
Az arculatátvitel következtében az arculati elemet többféle árun alkalmazhatják, pl.
- sportcikkek;
- gyermekáruk;
- ajándékok, dísztárgyak;
- élelmiszerek;
- ruházati- és divatcikkek.

## Reklámeszközök az eladáshelyén
A termék tűnjön ki, a vásárló vegye azt észre.
- termékbemutató állvány, display
- beltéri zászlók, molinók, bolti plakátok
- polckommunikáció (ársín, polcsín)
- padlóreklám
- kupontartó, szórólaptartó